# Charles-Julien Lioult de Chênedollé
Pour les articles homonymes, voir Lioult de Chênedollé.
Charles-Julien Lioult de Chênedollé, né le 4 novembre 1769 à Vire et mort le 2 décembre 1833 au château du Coisel, est un poète français.

## Biographie
Après avoir fait ses premières études au Collège des Cordeliers de Vire, Chênedollé est envoyé à l’âge de douze ans chez les Oratoriens. Il montre très tôt pour la poésie, une vocation que la Révolution l’oblige à délaisser temporairement.
En septembre 1791, il émigre et fait deux campagnes dans l’armée de Condé avant de se retrouver à Hambourg où il rencontre Rivarol dont il a rapporté la brillante conversation à laquelle celui-ci le tint suspendu « avec des chaînes d’or » deux années durant. Il rencontre également l’auteur de la Messiade, Klopstock, qui lui ouvrira des horizons nouveaux. Chênedollé lui dédiera son ode de 1795 intitulée l’Invention. Vers la fin de 1797, il rend visite dans sa retraite de Coppet à Germaine de Staël qui le fera rayer de la liste des émigrés.
Lors de son exil il avait épousé une Liégeoise qu'il abandonna et dont il eut un fils, l'érudit belge Charles Auguste Lioult de Chênedollé.
De retour à Paris en 1799, il rencontre Chateaubriand et sa sœur Lucile à qui il s’est profondément attaché et dont il demande la main..., sans succès car elle a refusé d'épouser un homme déjà marié ! Il rencontrait tous les jours Joubert, Fontanes, Molé, Pasquier dans le salon de Pauline de Beaumont. À la mort de Lucile de Chateaubriand en 1804, il retourne en Normandie où il épouse Aimée de Banville le 4 juin 1810, à Vire, devenant bigame. La même année, il est nommé professeur de littérature à Rouen avant de devenir inspecteur de l’académie de Caen (1812-1832).
Hormis quelques visites occasionnelles à Paris, il passera le restant de ses jours dans sa province natale. En 1807, il publie son Génie de l’homme et, en 1820, ses Études poétiques, véritable œuvre de transition entre l’ancienne et la nouvelle génération poétique, mais qui ont la malchance de paraître peu de temps après les Méditations de Lamartine, ce qui empêchera leur auteur de recevoir tout le crédit qui lui était dû pour leur originalité. Cette affinité avec les romantiques lui valut d’être sollicité pour contribuer, comme maitre et ainé, à leur organe, la Muse française. Ses autres œuvres comprennent l’Esprit de Rivarol (1808) en collaboration avec Fayolle.
Il repose au cimetière de Burcy.

## Famille
Sa famille vivait à Vire depuis plus d'un siècle. Son arrière-arrière-arrière-grand-père Guillaume Lioult, né vers 1620, était qualifié de sieur de la Durandière dont il possédait la terre sur la commune de Campagnolles. De Catherine Asselin, il avait eu Michel Lioult, avocat à Vire, sieur des Moulins, qui épousa Julienne des Monts en 1672 à la Lande Vaumont, dont le père était seigneur et patron de la paroisse. Ils ont eu Guillaume Michel Lioult, sieur de la Durandière, licencié aux lois et conseiller du roi, qui épousa Anne de Boisdelle en 1699 à Saint-Clair-sur-l'Elle. Leur fils Jean Antoine Lioult, né en 1702, était seigneur et patron de Saint-Martin-Don et sieur de Sourdeval. De son mariage avec Louise Lefranc qu'il avait épousée en 1734 au Mesnil-Robert, ce dernier avait eu Charles Lioult, seigneur également de Saint-Martin-Don. Membre de la Cour des Comptes de Normandie, il se maria en 1767 à Truttemer-le-Grand avec Suzanne Julienne Marie Charlotte des Landes, d'une des plus anciennes familles du Bocage. Elle était la fille de Jean Charles des Landes, seigneur de Chênedollé et sieur d'Avilly, et de Marie Jeanne Viel. Ce sont les parents de Charles Julien Lioult de Chênedollé.

## Œuvres

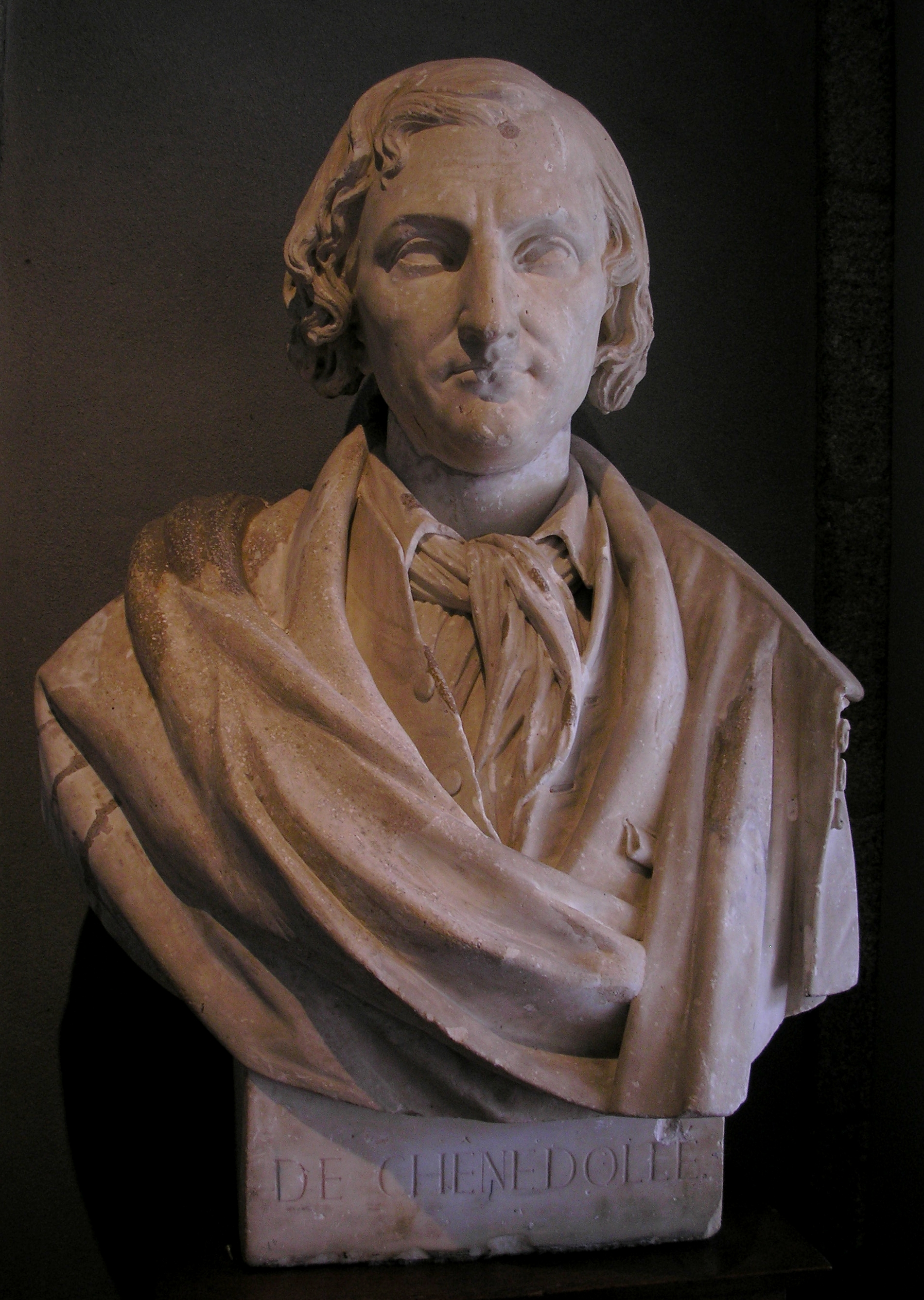
Buste de Chênedollé par Victor Le Harivel-Durocher (musée de Vire).

- Le Génie de l’homme, poème, Paris, Nicolle, 1807.
- Études poétiques, Paris, Charles Gosselin, 1822.
- Le Château de Domfront : poème, Domfront, Crestey, 1829.
- Introduction à l’histoire de la poésie française, Rouen, Herment, 1810.
- Œuvres complètes de Charles de Chênedollé, Éd. Charles-Augustin Sainte-Beuve, Paris, Didot, 1864.

## Pour approfondir